# In i dimman
In i dimman è un singolo del duo musicale svedese Medina, pubblicato il 26 febbraio 2022 come primo estratto dal settimo album in studio Höj den några decibel.

## Descrizione
Con In i dimman il gruppo ha preso parte a Melodifestivalen 2022, la competizione canora svedese utilizzata come processo di selezione per l'Eurovision Song Contest. Essendo risultati i secondi più votati dal pubblico fra i sette partecipanti alla sua semifinale, hanno avuto accesso diretto alla finale, dove si sono piazzati al 3º posto su 12 partecipanti con 109 punti totalizzati.

## Tracce
1. In i dimman – 2:53 (Jimmy ”Joker” Thörnfeldt, Sami Rekik, Dino Medanhodzic, Ali Jammali)
2. Miss Decibel – 3:14 (Ali Jammali, Yousef Kawar, Sami Rekik, Joakim Sandström)
3. Där palmerna bor – 3:45 (Ali Jammali, Sami Rekik)

## Classifiche

### Classifiche settimanali
| Classifica (2022) | Posizione massima |
| ----------------- | ----------------- |
| Svezia            | 2                 |

### Classifiche di fine anno
| Classifica (2022) | Posizione |
| ----------------- | --------- |
| Svezia            | 13        |